# ヨハン・レメン・エベンセン
ヨハン・レメン・エベンセン（Johan Remen Evensen、1985年9月16日 - ）は、ノルウェー、ヌールラン県オークネス出身のスキージャンプ選手。

## プロフィール
エベンセンは7歳の時家族とともにムーレ・オ・ロムスダール県モルデに移り住み、父親に勧められてジャンプを始めた。
16歳の時トロンハイムのGranåsenで大転倒し腎臓を損傷する大けがでしばらく車椅子の生活を送った。
医師には選手生活を断念するように宣告されたが、彼は努力して復活した。
この怪我のため彼は比較的遅咲きの選手で、2007年3月に21歳で初めての海外遠征で日本を訪れた。FISカップを兼ねた国際蔵王ジャンプ大会NHK杯と宮様スキー大会国際競技会ノルディックスキー・スペシャルジャンプで優勝してようやく頭角を現した。
2008-2009シーズンにスキージャンプ・ワールドカップへデビューし総合20位、2009年ノルディックスキー世界選手権団体銀メダルに貢献した。
2010年バンクーバーオリンピックでアンデシュ・バーダル、トム・ヒルデ、アンデシュ・ヤコブセンとともに団体銅メダルを獲得した。このシーズンのワールドカップ総合は18位だった。
2011年2月11日、改築されたヴィケルスンのフライングヒルで行われたスキージャンプ・ワールドカップの予選ラウンド、まずは試技で243mを飛ぶと続く予選で246.5mを飛んで世界新記録とした。
翌日の本選ではグレゴア・シュリーレンツァウアーと同点優勝、自身ワールドカップ初優勝となった。
自国開催の2011年ノルディックスキー世界選手権ではラージヒル団体で銀メダルを獲得した。
2011-2012シーズンは不調で代表を外れたが、2月20日、現役引退を発表した。